# Прва инаугурација председника Ричарда Никсона
Прва инаугурација Ричарда Никсона као 37. председника Сједињених Држава одржана је у понедељак, 20. јануара 1969. године, у Источном портику Капитола Сједињених Држава у Вашингтону. Била је то 46. инаугурација и обележила је почетак прве и на крају само пуни мандат и Ричарда Никсона као председника и Спира Егњуа   као потпредседника. Врховни судија Ерл Ворен дао је председничку заклетву Никсону, а лидер мањинске мањине Еверет Дирксен потпредседничку заклетву Егњу. Никсон је био први и (до инаугурације Џоа Бајдена 2021. године) једини непредстојећи потпредседник који је инаугурисан за председника.